# 圣安托万路
圣安托万路（rue Saint-Antoine）是巴黎的东西向主要街道之一，东起巴士底广场，西到圣保罗地铁站接里窝利路。 
该路得名于圣安东尼修道院，1790年改为医院。 
这条街穿过玛莱区的心脏，与圣保罗路（rue Saint-Paul）、蒂雷纳路（rue de Turenne）、Birague路（通往孚日广场）和Beautreillis路交汇。 